# شاه‌نشین (هفتکل)
شاه‌نشین که پس از انقلاب ۱۳۵۷ ایران، اسلام‌آباد نامیده شد، نام روستایی است که در ۲۰ کیلومتری شرق شهرستان هفتکل در استان خوزستان قرار دارد.
شاه‌نشین یعنی «جای نشستن شاه» ولی در اصطلاح جغرافیایی به مکانی که از سه طرف در احاطه کوه‌ها باشد شاه‌نشین می‌گویند و در کاخ‌های پادشاهان ایران نیز همواره اتاقی برای نشست‌های خاص وجود داشت که جهت حفاظت بیشتر، ورود به آن، تنها از یک در امکان‌پذیر بود و به آن اتاق نیز شاه نشین می‌گفتند.
روستای شاه‌نشین از طرف شرق با کوه آسماری و روستاهای صحرای پیرموسی (آبلشکر و چشمه روغنی) و از سمت مغرب با روستاهای سرتیوک سفلی، سرتیوک علیا، جارو و دیمه درب و از سمت شمال نیز با بیدزرد و گل گیر همسایگی دیرینه دارد. با توجه به زمین‌های حاصلخیز کشاورزی و مراتع وسیع و بکر، کار اصلی مردم ساکن در روستای شاه‌نشین کشاورزی است و هم‌اکنون به صورت ثابت بیش از ده خانوار و به صورت فصلی نزدیک به دویست خانوار در این روستا ساکن هستند.

## جمعیت
این روستا در دهستان گزین قرار دارد و براساس سرشماری مرکز آمار ایران در سال ۱۳۸۵، جمعیت آن ۹۴ نفر (۱۶خانوار) بوده‌است.